# 长叶乳香树
长叶乳香树是橄榄科乳香树属植物，原产索科特拉岛。其种加词“elongata”意为“长的”。